# Air Force Training Ribbon

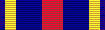
Air Force Training Ribbon

Das Air Force Training Ribbon ist die niedrigste militärische Auszeichnung der United States Air Force. Die Auszeichnung wird seit Oktober 1980 an jeden Soldaten verliehen, der eines von vier Trainingsprogrammen erfolgreich absolviert hat. Die vier Programme, die zum Tragen des Air Force Training Ribbon ermächtigen, sind die Grundausbildung der Air Force, ein Abschluss an der United States Air Force Academy, das Reserve Officer Training Corps oder eine erfolgreiche Teilnahme an der Air Force Officer Training School.
Soldaten, die vor 1981 ihre Grundausbildung absolviert hatten, bekamen die Auszeichnung ebenfalls verliehen, sofern sie sich noch im Dienst befanden. Ein Soldat, der mehr als ein Trainingsprogramm erfolgreich absolviert hat, bekommt das Air Force Training Ribbon mit Eichenlaub verliehen.
Das Air Force Training Ribbon ist vergleichbar mit dem Abzeichen Army Service Ribbon.